# Zwemmen op de Gemenebestspelen 2014
Baanzwemmen was een van de disciplines van de Olympische sport Zwemmen die werd beoefend tijdens de Gemenebestspelen 2014 in Glasgow. De wedstrijden werden tussen 24 en 29 juli gehouden in het Tollcross International Swimming Centre.
Er zijn 19 onderdelen voor mannen en vrouwen, tevens waren er nog zes onderdelen voor gehandicapten.

## Medailles

### Mannen
| Onderdeel            | Goud | Goud     | Zilver | Zilver   | Brons | Brons    |
| -------------------- | --- | -------- | --- | -------- | --- | -------- |
| Vrije slag           | |          | |          | |          |
| 50 m                 | Benjamin Proud Engeland                                                                                              | 21,92    | Cameron McEvoy Australië | 22,00    | James Magnussen Australië                                                                                   | 22,10    |
| 100 m                | James Magnussen Australië                                                                                            | 48,11    | Cameron McEvoy Australië | 48,34    | Tommaso D'Orsogna Australië                                                                                 | 49,04    |
| 200 m                | Thomas Fraser-Holmes Australië                                                                                       | 1.45,08  | Cameron McEvoy Australië | 1.45,59  | Calum Jarvis Wales                                                                                          | 1.46,53  |
| 400 m                | Ryan Cochrane Canada                                                                                                 | 3.43,45  | David McKeon Australië | 3.44,09  | James Guy Engeland                                                                                          | 3.44,58  |
| 1500 m               | Ryan Cochrane Canada                                                                                                 | 14.44,03 | Mack Horton Australië | 14.48,76 | Daniel Jervis Wales                                                                                         | 14.55,33 |
| Rugslag              | |          | |          | |          |
| 50 m                 | Ben Treffers Australië                                                                                               | 24,67    | Mitch Larkin Australië | 24,80    | Liam Tancock Engeland                                                                                       | 24,98    |
| 100 m                | Chris Walker-Hebborn Engeland                                                                                        | 53,12    | Mitch Larkin Australië | 53,59    | Liam Tancock Engeland                                                                                       | 53,75    |
| 100 m                | Chris Walker-Hebborn Engeland                                                                                        | 53,12    | Mitch Larkin Australië | 53,59    | Josh Beaver Australië                                                                                       | 53,75    |
| 200 m                | Mitch Larkin Australië                                                                                               | 1.55,83  | Josh Beaver Australië | 1.56,19  | Matson Lawson Australië                                                                                     | 1.56,63  |
| Schoolslag           | |          | |          | |          |
| 50 m                 | Cameron van der Burgh Zuid-Afrika                                                                                    | 26,76    | Adam Peaty Engeland | 26,78    | Christian Sprenger Australië                                                                                | 27,46    |
| 100 m                | Adam Peaty Engeland                                                                                                  | 58,94    | Cameron van der Burgh Zuid-Afrika                                                                                               | 59,28    | Ross Murdoch Schotland                                                                                      | 59,47    |
| 200 m                | Ross Murdoch Schotland                                                                                               | 2.07,30  | Michael Jamieson Schotland | 2.08,40  | Andrew Willis Engeland                                                                                      | 2.09,87  |
| Vlinderslag          | |          | |          | |          |
| 50 m                 | Benjamin Proud Engeland                                                                                              | 22,93    | Roland Schoeman Zuid-Afrika | 23,13    | Chad le Clos Zuid-Afrika                                                                                    | 23,36    |
| 100 m                | Chad le Clos Zuid-Afrika                                                                                             | 51,29    | Joseph Schooling Singapore | 51,69    | Adam Barrett Engeland                                                                                       | 51,93    |
| 200 m                | Chad le Clos Zuid-Afrika                                                                                             | 1.55,07  | Grant Irvine Australië | 1.56,34  | Sebastien Rousseau Zuid-Afrika                                                                              | 1.56,43  |
| Wisselslag           | |          | |          | |          |
| 200 m                | Daniel Tranter Australië                                                                                             | 1.57,83  | Daniel Wallace Schotland | 1.58,72  | Chad le Clos Zuid-Afrika                                                                                    | 1.58,85  |
| 400 m                | Daniel Wallace Schotland                                                                                             | 4.11,20  | Thomas Fraser-Holmes Australië                                                                                                  | 4.12,04  | Sebastien Rousseau Zuid-Afrika                                                                              | 4.13,09  |
| Vrije slag estafette | |          | |          | |          |
| 4×100 m              | Australië Tommaso D'Orsogna Matt Abood James Magnussen Cameron McEvoy Ned McKendry Kenneth To Jayden Hadler          | 3.13,44  | Zuid-Afrika Chad le Clos Roland Schoeman Leith Shankland Caydon Muller Clayton Jimmie Calvyn Justus                             | 3.15,17  | Engeland Adam Brown James Disney-May Adam Barrett Benjamin Proud Lewis Coleman Chris Walker-Hebborn         | 3.16,37  |
| 4×200 m              | Australië Cameron McEvoy David McKeon Ned McKendry Thomas Fraser-Holmes Mack Horton                                  | 7.07,38  | Schotland Daniel Wallace Stephen Milne Duncan Scott Robbie Renwick Jak Scott Gareth Mills Cameron Brodie Craig Hamilton         | 7.09,18  | Zuid-Afrika Devon Myles Brown Chad le Clos Sebastien Rousseau Dylan Bosch Calvyn Justus                     | 7.10,36  |
| Wisselslagestafette  | |          | |          | |          |
| 4×100 m              | Engeland Chris Walker-Hebborn Adam Peaty Adam Barrett Adam Brown Liam Tancock James Wilby James Guy James Disney-May | 3.31,51  | Australië Mitch Larkin Christian Sprenger Jayden Hadler James Magnussen Josh Beaver Kenneth To Tommaso D'Orsogna Cameron McEvoy | 3.32,21  | Zuid-Afrika Sebastien Rousseau Cameron van der Burgh Chad le Clos Leith Shankland Dyla Bosch Clayton Jimmie | 3.34,47  |

### Vrouwen
| Onderdeel            | Goud | Goud       | Zilver | Zilver  | Brons | Brons   |
| -------------------- | --- | ---------- | --- | ------- | --- | ------- |
| Vrije slag           | |            | |         | |         |
| 50 m                 | Francesca Halsall Engeland                                                                                               | 23,96      | Cate Campbell Australië | 24,00   | Bronte Campbell Australië                                                                                              | 24,20   |
| 100 m                | Cate Campbell Australië                                                                                                  | 52,68      | Bronte Campbell Australië | 52,86   | Emma McKeon Australië                                                                                                  | 53,61   |
| 200 m                | Emma McKeon Australië | 1.55,57    | Siobhan-Marie O'Connor Engeland | 1.55,82 | Bronte Barratt Australië                                                                                               | 1.56,62 |
| 400 m                | Lauren Boyle Nieuw-Zeeland                                                                                               | 4.04,47    | Jazmin Carlin Wales | 4.05,16 | Bronte Barratt Australië                                                                                               | 4.06,02 |
| 800 m                | Jazmin Carlin Wales | 8.18,11    | Lauren Boyle Nieuw-Zeeland | 8.20,59 | Brittany MacLean Canada                                                                                                | 8.20,91 |
| Rugslag              | |            | |         | |         |
| 50 m                 | Georgia Davies Wales | 27,56      | Lauren Quigley Engeland | 27,72   | Brooklyn Snodgrass Canada                                                                                              | 27,98   |
| 100 m                | Emily Seebohm Australië                                                                                                  | 59,37      | Georgia Davies Wales | 59,58   | Belinda Hocking Australië                                                                                              | 59,93   |
| 200 m                | Belinda Hocking Australië                                                                                                | 2.07,24    | Emily Seebohm Australië | 2.08,51 | Hilary Caldwell Canada                                                                                                 | 2.08,55 |
| Schoolslag           | |            | |         | |         |
| 50 m                 | Leiston Pickett Australië                                                                                                | 30,59      | Alia Atkinson Jamaica | 30,67   | Corrie Scott Schotland                                                                                                 | 30,75   |
| 100 m                | Sophie Taylor Engeland                                                                                                   | 1.06,35    | Lorna Tonks Australië | 1.07,34 | Alia Atkinson Jamaica                                                                                                  | 1.08,14 |
| 200 m                | Taylor McKeown Australië                                                                                                 | 2.22,39    | Sally Hunter Australië | 2.23,33 | Molly Renshaw Engeland                                                                                                 | 2.25,00 |
| Vlinderslag          | |            | |         | |         |
| 50 m                 | Francesca Halsall Engeland                                                                                               | 25,20      | Arianna Vanderpool-Wallace Bahama's | 25,53   | Brittany Elmslie Australië                                                                                             | 25,91   |
| 100 m                | Katerine Savard Canada                                                                                                   | 57,40      | Siobhan-Marie O'Connor Engeland | 57,45   | Emma McKeon Australië                                                                                                  | 57,66   |
| 200 m                | Audrey Lacroix Canada | 2.07,61    | Aimee Willmott Engeland | 2.08,07 | Madeline Groves Australië                                                                                              | 2.08,44 |
| Wisselslag           | |            | |         | |         |
| 200 m                | Siobhan-Marie O'Connor Engeland                                                                                          | 2.08,21    | Alicia Coutts Australië | 2.10,30 | Hannah Miley Schotland                                                                                                 | 2.10,74 |
| 400 m                | Hannah Miley Schotland                                                                                                   | 4.31,76    | Aimee Willmott Engeland | 4.33,01 | Keryn McMaster Australië                                                                                               | 4.36,35 |
| Vrije slag estafette | |            | |         | |         |
| 4×100 m              | Australië Bronte Campbell Melanie Schlanger Emma McKeon Cate Campbell Madeline Groves Brittany Elmslie Alicia Coutts     | 3.30,98 WR | Engeland Siobhan-Marie O'Connor Francesca Halsall Amy Smith Rebecca Turner Lauren Quigley Jessica Lloyd Amelia Maughan                 | 3.35,72 | Canada Victoria Poon Sandrine Mainville Michelle Williams Alyson Ackman                                                | 3.40,00 |
| 4×200 m              | Australië Emma McKeon Alicia Coutts Brittany Elmslie Bronte Barratt Madeline Groves Remy Fairweather                     | 7.49,90    | Canada Samantha Cheverton Brittany MacLean Alyson Ackman Emily Overholt                                                                | 7.51,67 | Engeland Siobhan-Marie O'Connor Amelia Maughan Eleanor Faulkner Rebecca Turner Jessica Lloyd Aimee Willmott            | 7.52,45 |
| Wisselslagestafette  | |            | |         | |         |
| 4×100 m              | Australië Emily Seebohm Lorna Tonks Emma McKeon Cate Campbell Belinda Hocking Sally Hunter Alicia Coutts Bronte Campbell | 3.56,23    | Engeland Lauren Quigley Sophie Taylor Siobhan-Marie O'Connor Francesca Halsall Elizabeth Simmonds Molly Renshaw Rachel Kelly Amy Smith | 3.57,03 | Canada Sinead Russell Tera Van Beilen Katerine Savard Sandrine Mainville Kierra Smith Audrey Lacroix Michelle Williams | 4.00,57 |

### Onderdelen voor gehandicapten
| Onderdeel             | Goud                        | Goud       | Zilver                     | Zilver  | Brons                        | Brons   |
| Mannen                | Mannen                      | Mannen     | Mannen                     | Mannen  | Mannen                       | Mannen  |
| --------------------- | --------------------------- | ---------- | -------------------------- | ------- | ---------------------------- | ------- |
| 100 m vrije slag S9   | Rowan Crothers Australië    | 54,58 WR   | Matthew Cowdrey Australië  | 56,33   | Brenden Hall Australië       | 56,85   |
| 200 m vrije slag S14  | Daniel Fox Australië        | 1.57,89    | Thomas Hamer Engeland      | 2.00,27 | Jack Thomas Wales            | 2.01,27 |
| 200 m wisselslag SM8  | Oliver Hynd Engeland        | 2.22,86    | Jesse Aungles Australië    | 2.31,25 | Blake Cochrane Australië     | 2.32,72 |
| Vrouwen               |                             |            |                            |         |                              |         |
| 100 m vrije slag S8   | Maddison Elliott Australië  | 1.05,32 WR | Stephanie Slater Engeland  | 1.05,73 | Lakeisha Patterson Australië | 1.08,98 |
| 100 m schoolslag SB9  | Sophie Pascoe Nieuw-Zeeland | 1.19,36    | Madeleine Scott Australië  | 1.21,38 | Erraid Davies Schotland      | 1.21,68 |
| 200 m wisselslag SM10 | Sophie Pascoe Nieuw-Zeeland | 2.27,74    | Katherine Downie Australië | 2.31,98 | Aurélie Rivard Canada        | 2.32,09 |

## Medailleklassement
| Plaats | Land          | Goud | Zilver | Brons | Totaal |
| 1      | Australië     | 19   | 21     | 17    | 57     |
| 2      | Engeland      | 10   | 10     | 8     | 28     |
| 3      | Canada        | 4    | 1      | 6     | 11     |
| 4      | Zuid-Afrika   | 3    | 3      | 6     | 12     |
| 5      | Schotland     | 3    | 3      | 4     | 10     |
| 6      | Nieuw-Zeeland | 3    | 1      | 0     | 4      |
| 7      | Wales         | 2    | 2      | 3     | 7      |
| 8      | Jamaica       | 0    | 1      | 1     | 2      |
| 9      | Bahama's      | 0    | 1      | 0     | 1      |
| 9      | Singapore     | 0    | 1      | 0     | 1      |
| Totaal | Totaal        | 44   | 44     | 45    | 133    |